# Buck Rogers
Buck Rogers in the 25th Century, of kortweg Buck Rogers is een Amerikaanse sciencefictionserie van Glen A. Larson. De serie liep tussen 20 september 1979 en 16 april 1981 en werd in de VS en Canada uitgezonden door NBC. In België werd de serie tussen 1981 en 1982 uitgezonden door de Vlaamse BRT, in Nederland tussen zaterdag 5 oktober 1985 en zaterdag 7 juni 1986 door het publieke Veronica, waarvan maar 32 afleveringen van de in totaal 37 (2 seizoenen) werden uitgezonden.
De serie is gebaseerd op de Buck Rogers-strips van Philip Francis Nowlan die voor het eerst in 1928 in Amazing Stories verschenen.

## Verhaal
In 1987 test kapitein William "Buck" Rogers het nieuwe Ranger 3 ruimtevaartuig. Een kosmische storm beschadigt het ruimteschip, waardoor Buck Rogers wordt bevroren en de Ranger in een verre baan wordt geslingerd. Meer dan 500 jaar later keert het schip naar de Aarde terug, waar Buck Rogers wordt gered. Het is nu het jaar 2491.

## Rolbezetting
| Personage                      | Acteur/actrice                    |
| Kapitein William "Buck" Rogers | Gil Gerard                        |
| Kolonel Wilma Deering          | Erin Gray                         |
| Dr. Elias Huer                 | Tim O'Connor                      |
| Twiki                          | Felix Silla, Mel Blanc, Bob Elyea |
| Prinses Ardala                 | Pamela Hensley                    |
| Hawk                           | Thom Christopher                  |
| Admiraal Asimov                | Jay Garner                        |
| Dr. Theopolis                  | Eric Server                       |
| Dr. Goodfellow                 | Wilfrid Hyde-White                |
| Crichton                       | Jeff David                        |
| Luitenant Devlin               | Paul Carr                         |
| Kane                           | Michael Ansara                    |
| Pratt                          | Sid Haig                          |
| Varek                          | Anthony James                     |
| Koori                          | Barbara Luna                      |

## Trivia
- In 1953 maakte Warner Bros. Studios voor de reeks Merrie Melodies als parodie op Buck Rogers de tekenfilm Duck Dodgers in the 24½th Century met de personages Daffy Duck (als ruimteheld Duck Dodgers), Porky Pig en Marvin the Martian.